# Campethera maculosa
El pito de Guinea (Campethera maculosa) es una especie de ave piciforme de la familia Picidae que habita en África Occidental.

## Distribución
Se encuentra en las selvas de Costa de Marfil, Ghana, Guinea, Guinea-Bissau, Liberia, Mali, Mauritania, Senegal, Sierra Leona y Togo.